# Marie Amrein-Troller

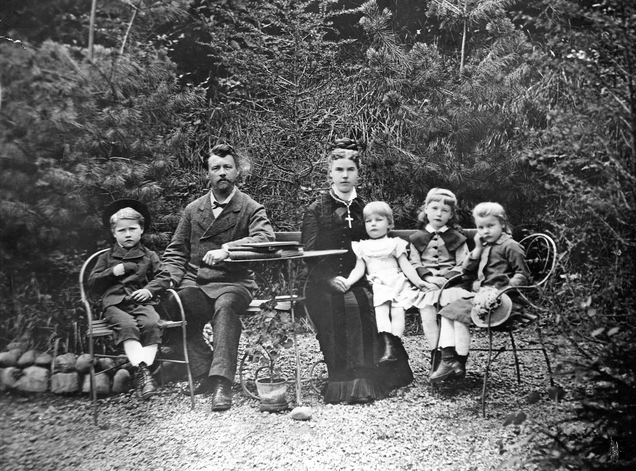
Marie Amrein-Troller und ihr Mann Josef Wilhelm Amrein 1879 mit ihrem Sohn Wilhelm und ihren Töchtern Marie-Louise, Anna und Mathilde (von links).

Marie Amrein-Troller (geborene Troller; * 1. Mai 1849 in Luzern; † 8. August 1931 ebenda; heimatberechtigt ebenda und in Starrkirch-Wil) war eine Schweizer Unternehmerin und Stifterin. Ihr ist die nachhaltige Entwicklung des Luzerner Gletschergartens zu verdanken.

## Leben und Wirken
Marie Amrein-Troller war die Tochter des Luzerner Stadtmüllers Heinrich Troller. Sie besuchte ein Mädchenpensionat in Freiburg, heiratete den Bankangestellten Josef Wilhelm Amrein (* 1842) und wurde Mutter von vier Kindern.

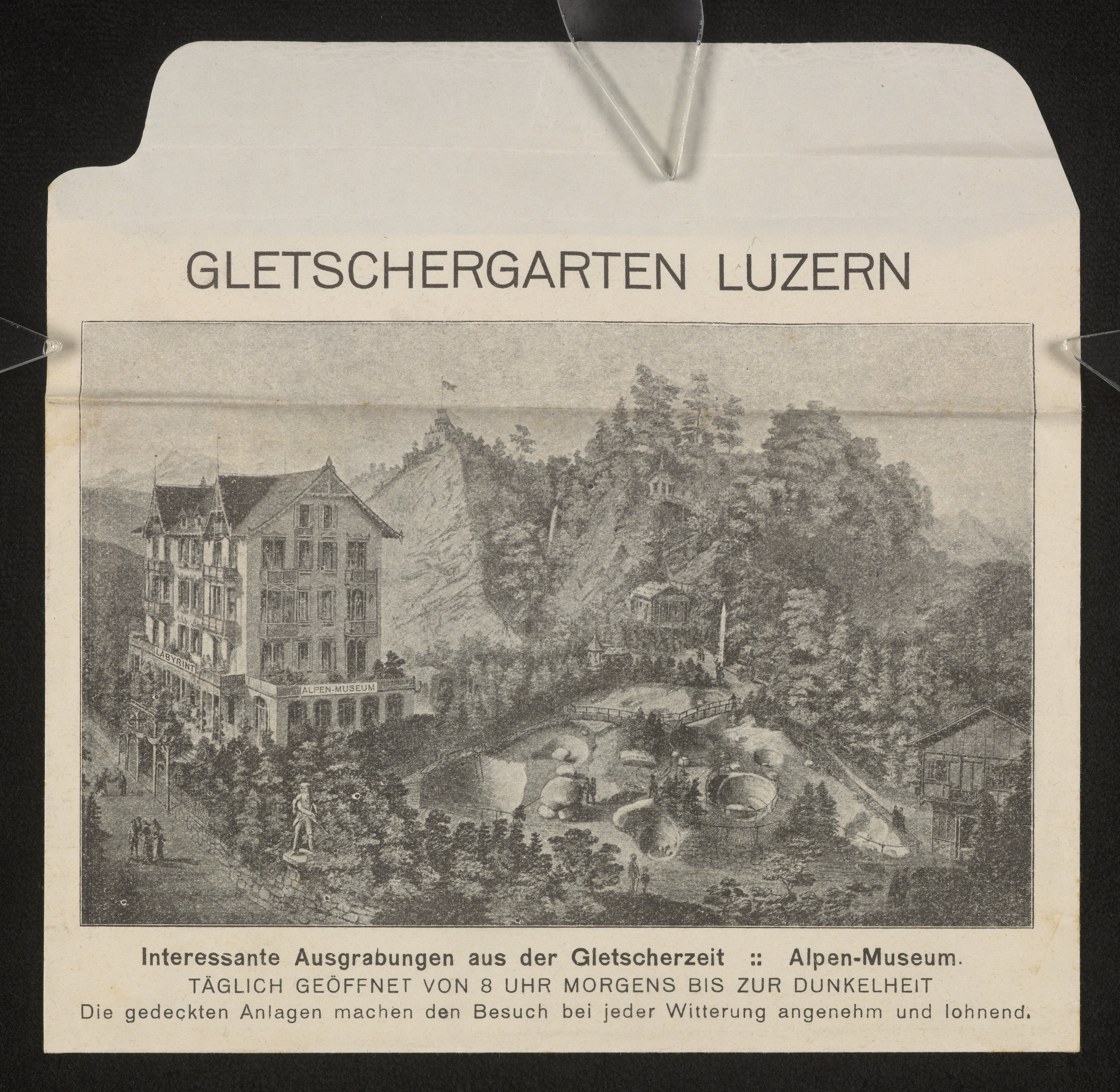
Werbung für den Gletschergarten 1913

Bei Bauarbeiten zur Erweiterung des nebenberuflichen Weinhandels fand ihr Ehemann 1872 einen ersten Gletschertopf. Er entschied sich das Naturdenkmal zu erhalten und eröffnete im folgenden Jahr den «Gletschergarten». Weitere Ausgrabungen erfolgten bis 1876. Vier Jahre später wurde als weitere Attraktion die erste elektrische Beleuchtungsanlage der Stadt installiert. Als Amrein 1881 starb, führte seine 32-jährige Witwe das verschuldete Unternehmen weiter. Weil sie einer Hausfrau die Betriebsführung nicht zutrauten, kündigten die Banken die Darlehen. Es gelang ihr jedoch den Gletschergarten zu erhalten und zu erweitern. Mit der Eröffnung des seinerzeit schweizweit einmaligen «Heimatmuseums» im Wohnhaus der Familie wurde ab 1895/1896 die jährliche Besucherzahl auf über 90'000 gesteigert.

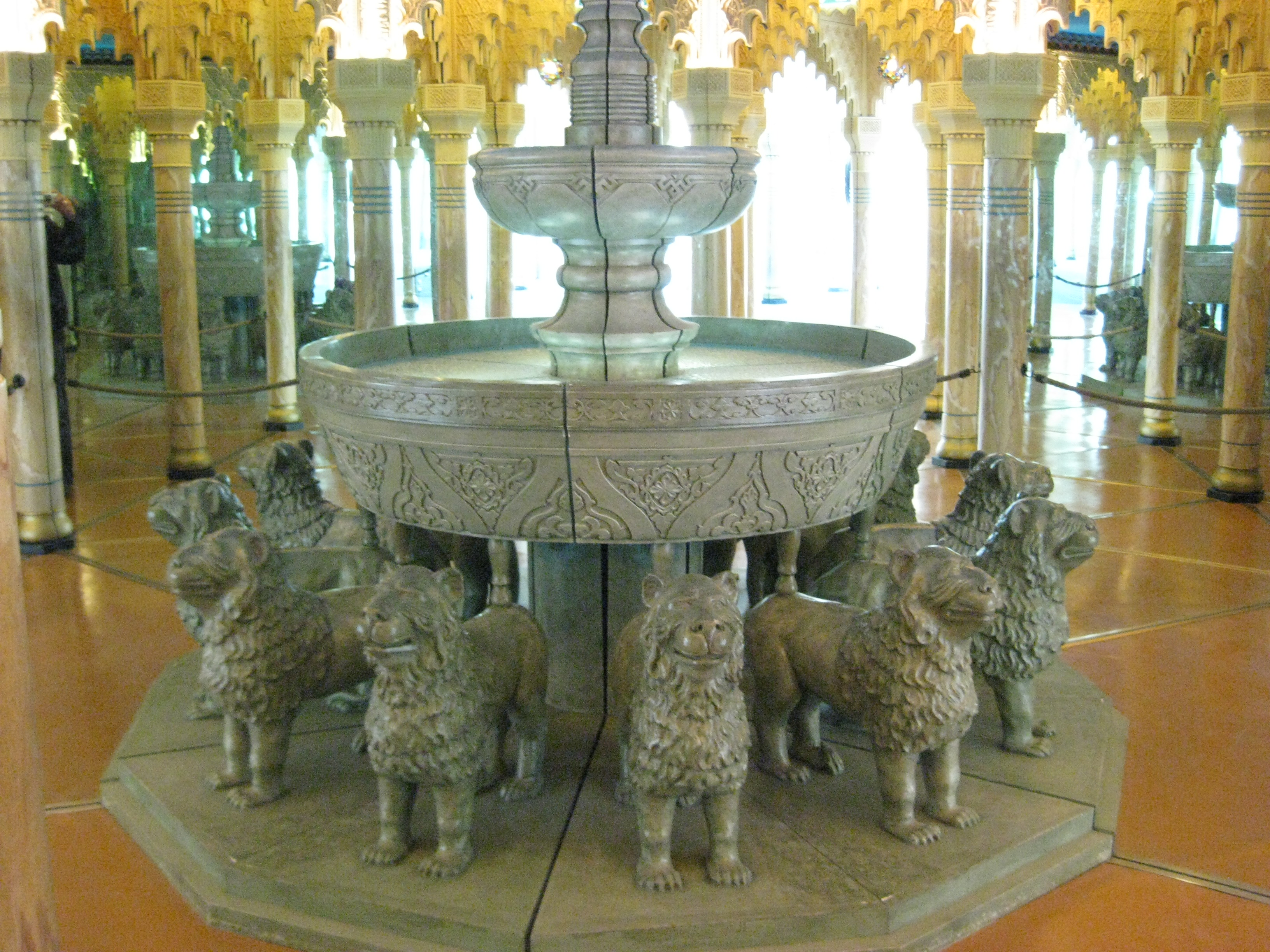
Spiegellabyrinth Alhambra

Amrein-Troller kaufte das «Stauffersche Museum schweizerischer Alpentiere» und richtete eine Bibliothek mit Lesesaal ein. Der Garten wurde um eine künstlich angelegte Gletschermühle und eine SAC-Berghütte mit Gletscherdiorama erweitert. Das Spiegellabyrinth «Alhambra» der Landesausstellung 1896 in Genf wurde 1899 aufgestellt. Um 1910 wurden bis zu 100'000 Besucher gezählt. Amrein-Troller veröffentlichte mit einer Tochter Broschüren über den Gletschergarten in sechs Sprachen, zu denen Russisch und Esperanto gehörten. Anregungen zur Gestaltung holten sie auf gemeinsamen Reisen, die auch nach St. Petersburg und Finnland führten.
Zum Erhalt des Gletschergartens als Naturdenkmal errichtete Amrein-Troller eine Stiftung zu Gunsten der Schweizerischen Naturforschenden Gesellschaft (SNG). Im Jahr 1919 übergab sie die Leitung des Gletschergartens an ihre Kinder Mathilde und Wilhelm. Sie nahm weiterhin Anteil am öffentlichen Leben. Zu ihren Nachbarn in der Gesegnetmattstrasse 10 gehörte der Literatur-Nobelpreisträger Carl Spitteler.
Ihr Porträt von Bruno Müller-Meyer wurde am 16. Oktober 2020 in die Porträtgalerie der merkwürdigen Luzernerinnen und Luzerner aufgenommen.

## Belege
1. 1 2 3 4 5 6 7  zentralgut.ch: Marie Amrein-Troller (#261). In: Porträtgalerie der merkwürdigen Luzernerinnen und Luzerner. Abgerufen am 6. September 2024.
2. 1 2 3  Markus Lischer: Maria Amrein-Troller. In: Historisches Lexikon der Schweiz.  18. Juli 2001.
3. 1 2  Markus Lischer: Josef Wilhelm Amrein. In: Historisches Lexikon der Schweiz.  18. Juli 2001.

| Personendaten    | Personendaten                                                                |
| ---------------- | ---------------------------------------------------------------------------- |
| NAME             | Amrein-Troller, Marie                                                        |
| ALTERNATIVNAMEN  | Troller, Marie (Geburtsname); Amrein, Marie (Ehename); Amrein-Troller, Maria |
| KURZBESCHREIBUNG | Schweizer Architektin                                                        |
| GEBURTSDATUM     | 1. Mai 1849                                                                  |
| GEBURTSORT       | Luzern, Schweiz                                                              |
| STERBEDATUM      | 8. August 1931                                                               |
| STERBEORT        | Luzern, Schweiz                                                              |